# Gianmarco Buttazzo
Gianmarco Buttazzo (San Cesario di Lecce, 23 agosto 1977) è un ex mezzofondista italiano.

## Palmarès
| Anno | Manifestazione              | Sede       | Evento              | Risultato | Prestazione | Note                          |
| ---- | --------------------------- | ---------- | ------------------- | --------- | ----------- | ----------------------------- |
| 2005 | Europei di cross            | Tilburg    | Corsa seniores      | 22º       | 28'02"      |                               |
| 2005 | Europei di cross            | Tilburg    | A squadre           | 4º        | 75 p.       |                               |
| 2006 | Mondiali di corsa su strada | Debrecen   | Individuale (20 km) | 53º       | 1h02'00"    | Miglior prestazione personale |
| 2006 | Mondiali di corsa su strada | Debrecen   | A squadre           |           |             |                               |
| 2006 | Mondiali di cross           | Fukuoka    | Cross lungo         | 42º       | 37'28"      |                               |
| 2006 | Mondiali di cross           | Fukuoka    | A squadre           |           |             |                               |
| 2006 | Mondiali di cross           | Fukuoka    | Cross corto         | 59º       | 11'36"      |                               |
| 2006 | Mondiali di cross           | Fukuoka    | A squadre           |           |             |                               |
| 2008 | Europei di cross            | Bruxelles  | Corsa seniores      | 26º       | 31'59"      |                               |
| 2008 | Europei di cross            | Bruxelles  | A squadre           | 4º        | 79 p.       |                               |
| 2008 | Mondiali di cross           | Edimburgo  | Corsa seniores      | 58º       | 37'24"      |                               |
| 2008 | Mondiali di cross           | Edimburgo  | A squadre           |           |             |                               |
| 2009 | Giochi del Mediterraneo     | Pescara    | 10000 m piani       | 5º        | 30'01"83    |                               |
| 2009 | Europei di cross            | Dublino    | Corsa seniores      | 28º       | 32'27"      |                               |
| 2009 | Europei di cross            | Dublino    | A squadre           | Bronzo    | 62 p.       |                               |
| 2010 | Europei di cross            | Albufeira  | Corsa seniores      | 31º       | 30'15"      |                               |
| 2010 | Europei di cross            | Albufeira  | A squadre           | 4º        | 96 p.       |                               |
| 2013 | Europei di cross            | Belgrado   | Corsa seniores      | 29º       | 30'29"      |                               |
| 2013 | Europei di cross            | Belgrado   | A squadre           | 8º        | 151 p.      |                               |
| 2014 | Mondiali di mezza maratona  | Copenaghen | Corsa individuale   | 60º       | 1h03'59"    |                               |
| 2014 | Mondiali di mezza maratona  | Copenaghen | A squadre           | 12º       | 3h08'47"    |                               |

## Campionati nazionali
2001
- 10º ai campionati italiani assoluti, 3000 m siepi - 9'10"13

2003
- 15º ai campionati italiani assoluti, 10000 m piani - 30'24"17
- 9º ai campionati italiani assoluti, 5000 m piani - 14'17"75
- 24º ai campionati italiani di maratonina - 1h05'06"

2004
- 12º ai campionati italiani assoluti, 5000 m piani - 14'16"59

2005
- 6º ai campionati italiani assoluti, 10000 m piani - 29'31"94

2006
- 8º ai campionati italiani di maratonina - 1h05'39"
- Argento ai campionati italiani di corsa campestre - 34'30"

2008
- 6º ai campionati italiani assoluti, 10000 m piani - 30'37"66
- Bronzo ai campionati italiani di corsa campestre - 25'35"

2009
- 5º ai campionati italiani di maratonina - 1h03'50"

2010
- 5º ai campionati italiani assoluti, 5000 m piani - 14'20"52
- 5º ai campionati italiani di corsa campestre - 33'13"

2012
- 4º ai campionati italiani assoluti, 10000 m piani - 29'35"28

2013
- Oro ai campionati italiani di maratonina - 1h03'25"
- Bronzo ai campionati italiani assoluti, 10000 m piani - 29'42"73
- 12º ai campionati italiani di 10 km su strada - 29'35"
- 9º ai campionati italiani di corsa campestre - 30'02"

2014
- 7º ai campionati italiani assoluti, 10000 m piani - 29'35"69
- 5º ai campionati italiani di maratonina - 1h03'26"

2015
- 10º ai campionati italiani di maratonina - 1h06'16"
- 25º ai campionati italiani di corsa campestre - 31'53"

2016
- 15º ai campionati italiani di maratonina - 1h04'40"
- 27º ai campionati italiani di corsa campestre - 31'28"

## Altre competizioni internazionali
2005
- 13º alla Stramilano ( Milano) - 1h06'30"

2006
- 12º in Coppa Europa dei 10000 metri ( Antalya) - 29'05"68

2007
- 10º in Coppa Europa dei 10000 metri ( Ferrara) - 29'17"10
- Argento a squadre in Coppa Europa dei 10000 metri ( Ferrara) - 1h27'44"24
- 14º alla Maratona di Firenze ( Firenze) - 2h31'17"
- 6º alla Cinque Mulini ( San Vittore Olona) - 32'43"
- 5º al Cross della Vallagarina ( Villa Lagarina) - 31'13"

2008
- 11º in Coppa Europa dei 10000 metri ( Istanbul) - 29'32"75
- 8º alla Cinque Mulini ( San Vittore Olona) - 33'16"
- 13º al Cross della Vallagarina ( Villa Lagarina) - 27'47"6

2009
- 6º alla Cinque Mulini ( San Giorgio su Legnano) - 32'18"
- 14º al Campaccio ( San Giorgio su Legnano) - 31'31"
- 7º al Cross della Vallagarina ( Villa Lagarina) - 26'36"5

2010
- 12º al Giro podistico internazionale di Castelbuono ( Castelbuono) - 36'58"
- 14º al Campaccio ( San Giorgio su Legnano) - 31'01"
- 6º al Cross della Vallagarina ( Villa Lagarina) - 26'44"7
- 14º al Cross di Alà dei Sardi ( Alà dei Sardi) - 35'34"

2011
- 12º al Campaccio ( San Giorgio su Legnano) - 30'51"
- 10º al Cross di Alà dei Sardi ( Alà dei Sardi) - 34'52"

2013
- 14º in Coppa Europa dei 10000 metri ( Pravec) - 29'37"04
- 9º alla Cinque Mulini ( San Vittore Olona) - 32'30"

2014
- 10º al Campaccio ( San Giorgio su Legnano) - 30'32"

2015
- 10º alla Stramilano ( Milano) - 1h06'42"
- 17º alla Roma-Ostia ( Roma) - 1h05'22"
- 10º al Campaccio ( San Giorgio su Legnano) - 31'34"

2016
- 15º al Campaccio ( San Giorgio su Legnano) - 30'39"